# Oecobius bracae
Oecobius bracae är en spindelart som beskrevs av Shear 1970. Oecobius bracae ingår i släktet Oecobius och familjen Oecobiidae. Inga underarter finns listade i Catalogue of Life.